# Санта-Роса (департамент Гватемалы)
Са́нта-Ро́са (исп. Santa Rosa) — один из 22 департаментов Гватемалы. Административный центр — город Куилапа. Департамент находится на юге страны около тихоокеанского побережья. Граничит на востоке с департаментом Хутьяпа, на севере с департаментами Халапа и Гватемала, на западе с департаментом Эскуинтла.

## Муниципалитеты
В административном отношении департамент подразделяется на 14 муниципалитетов:
- Куилапа
- Касильяс
- Чикимулилла
- Гуасакапан
- Нуэва-Санта-Роза
- Оратория
- Пуэбло Нуэво-Виньяс
- Сан-Хуан-Текуако
- Сан-Рафаэль-Лас-Флорес
- Санта-Крус-Наранхо
- Санта-Мария-Ишуатан
- Санта-Роса-де-Лима
- Ташиско
- Барберена